# NGC 5939
NGC 5939 este o galaxie spirală situată în constelația Ursa Mică. A fost descoperită în 11 iulie 1883 de către Lewis A. Swift. Se află la o distanță de 96,1 de megaparseci de Pământ.